# Fabrique de fer de Charleroi
De Fabrique de fer de Charleroi (FAFER) is een Belgisch ijzer- en staalbedrijf dat zich langs de Samber bevindt in Marchienne-au-Pont.

## Geschiedenis

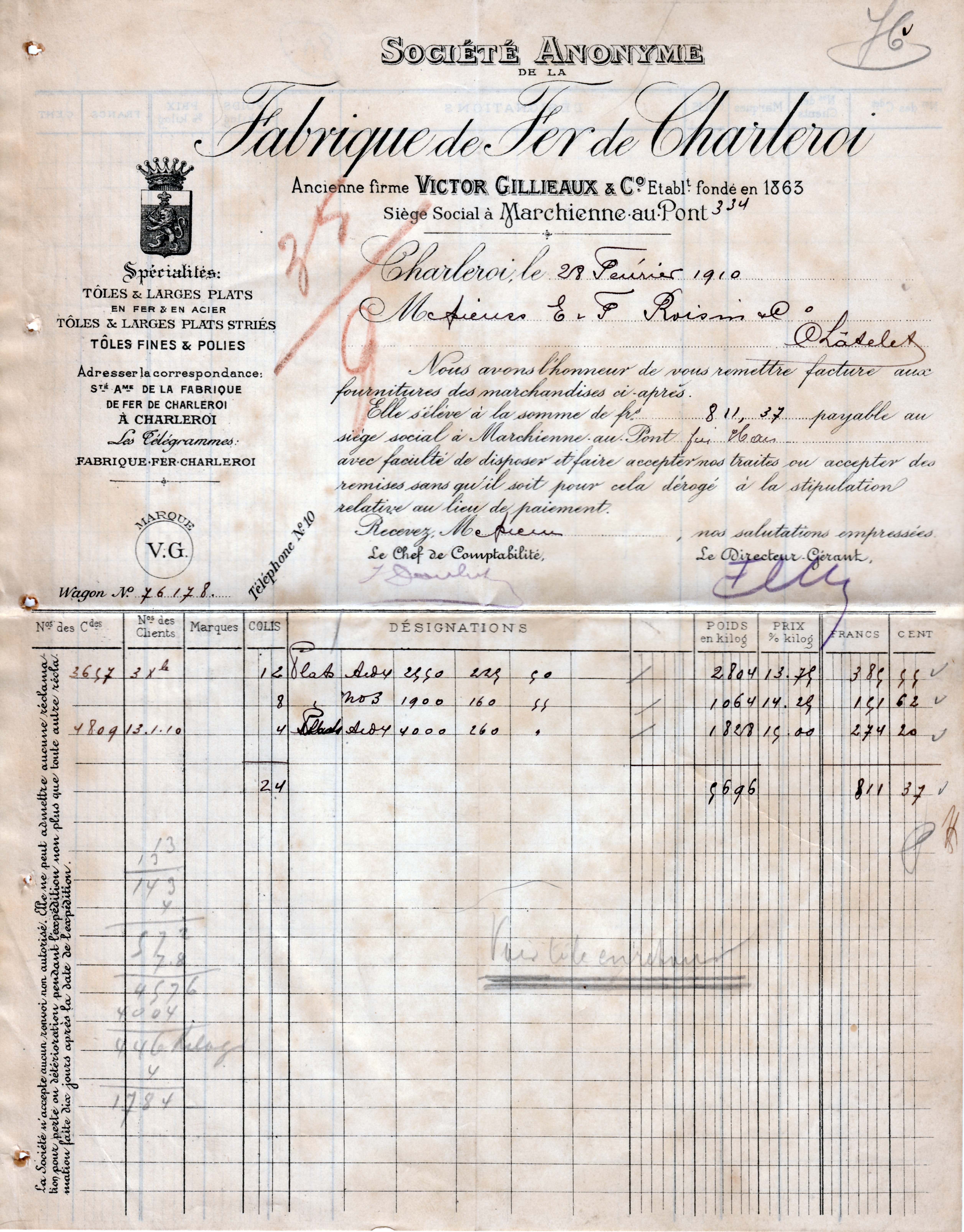
Factuur van 28 februarie 1910.

In 1863 werd door Victor Gillieaux de maatschappij Victor Gillieaux et Cie. opgericht en in 1864 kreeg hij toestemming om hier een metallurgisch bedrijf te stichten. In 1873 werd dit bedrijf in een naamloze vennootschap omgezet en kreeg het de naam: Fabrique de fer de Charleroi, die het behield totdat het in 1997 opging in Usinor. Ondanks de bedrijfsvorm, bleef het merendeel van de aandelen in handen van de families Gilleaux en Dewandre.
Het bedrijf specialiseerde zich van het begin af aan in de productie van walserijproducten voor de bouw van bruggen, locomotieven, schepen, stoomketels en dergelijke. Het bedrijf omvatte puddelovens, ovens voor warmtebehandelingen, smeedhamers, walserijen en snijbanken.
Op het eind van de 19e eeuw werkten er 400 mensen en werd er jaarlijks 18 kiloton walserijproducten afgeleverd, terwijl daarnaast nog 20 kiloton metalen plakken werden verkocht.
Tijdens de Eerste Wereldoorlog werd de fabriek ontmanteld en door de bezetter weggevoerd. Na deze oorlog werden drie walsstraten opnieuw geïnstalleerd. In 1931 werden twee Siemens-Martinovens in werking gezet, welke tot 1977 functioneerden.  In 1956 werd een grote vlamboogoven geïnstalleerd. In de jaren 60 van de 20e eeuw werkten er 1200 mensen en werd jaarlijks 250 kton aan walserijproducten geproduceerd, waarbij legeringen met mangaanstaal, chroomstaal, ijzer-nikkellegeringen en dergelijke inbegrepen waren.
In 1977 kwam een nieuwe, nog grotere, vlamboogoven in productie waarmee de capaciteit van de fabriek toenam tot 780 kton per jaar. Ook werd geleidelijk aan het continugieten ingevoerd.
Na de Tweede Wereldoorlog kreeg de familie Boël geleidelijk aan meer zeggenschap over het bedrijf. In de jaren 80 van de 20e eeuw was FAFER, samen met Usines Boël en de Forges de Clabecq, één der onafhankelijke Waalse staalbedrijven in handen van de familie Boël, daar de andere, verenigd in Cockerill en Hainaut-Sambre, reeds staatssteun hadden aangevraagd.
Tegen het einde van de jaren 90 van de 20e eeuw trok de familie Boël zich uit de metallurgie terug. Usines Boël en het filiaal, Fabrique de fer de Maubeuge, werden verkocht aan Koninklijke Hoogovens en FAFER aan Usinor.
In 1998 voegde Usinor FAFER samen met Creusot-Loire en ontstond Cli-Fafer, wat in 2000 werd omgedoopt tot Usinor Industeel. In 1998 kocht Usinor Cockerill-Sambre aan en verkocht de fabriek te Marcinelle aan Duferco, welke hem onderbracht in de groep Carsid.
Tegenwoordig werken hier nog 900 mensen en er wordt jaarlijks 250 kton aan walserijproducten vervaardigd, zowel gewoon staal, gelegeerd staal en roestvast staal. Het roestvast staal maakt 1/3 deel van de productie uit. Als grondstof wordt schroot gebruikt.

## Bron
- Dit artikel of een eerdere versie ervan is een (gedeeltelijke) vertaling van het artikel Fabrique de fer de Charleroi op de Franstalige Wikipedia, dat onder de licentie Creative Commons Naamsvermelding/Gelijk delen valt. Zie de bewerkingsgeschiedenis aldaar.